# NGC 64
NGC 64는 고래자리 방향에 있는 정상나선은하이다.